# 松嶺智義
松嶺智義（しょうれい ちぎ）は、鎌倉時代後期の臨済宗の僧。後深草天皇の皇子。

## 経歴・人物
京都東福寺の東山湛照について出家し、建仁寺の鏡堂覚円に師事。湛照の法を嗣いだ。のち円通寺、三聖寺、万寿寺の住持を歴任した。